# Список депутатов Мажилиса намояндагон Парламента Таджикистана V созыва
Избраны на парламентских выборах от 1 марта 2015 года в нижнюю палату Маджлиса намояндагон Маджлиси оли Республики Таджикистан
Список депутатов Маджлиса намояндагон Парламента Таджикистана V созыва
1. Зухуров Шукурджон
2. Азизй Абдуджаббор Абдукаххор
3. Хайринисо Юсуфи
4. Фелалиев Акрамшо
5. Ватанов Махмадали Махмадуллоевич
6. Маджидзода Джурахони Зоир
7. Рахимзода Шариф
8. Латифзода Рустам
9. Салимзода Олим
10. Раджабова Лутфия
11. Курбонзода Хилолби
12. Холикзода Абдурахим
13. Шарипов Садриддин
14. Бобоев Олим
15. Давлатов Муродали
16. Холмухаммадзода Азизмухаммад
17. Каландарзода Мавлуда Саттори
18. Содикова Насиба Нуруллоевна
19. Сафаров Бахтовар Амиралиевич
20. Бухориев Толибек Ахмадович
21. Сироджов Шарофидин
22. Кобилов Ахмадджон
23. Тагоймуродов Анвар Хайдарович
24. Кудратов Рустам Рахматович
25. Одинаев Хаёт Абдулхакович
26. Суфиев Хайрулло Сабзаалиевич
27. Сафаров Зайниддин
28. Раджабов Сафарали Худоёрович
29. Джобирзода Тохир Гул
30. Салимзода Комил
31. Турсунова Гулбахор Нозирджоновна
32. Азимзода Толибхон Ситамурод
33. Сабуров Мирзодавлат Абдолиевич
34. Ахмедов Мирзоанвар Халифаевич
35. Афзалшоева Бибидавлат Аскаршоевна
36. Сафаров Олимчон Чусупович
37. Исмоилзода Зуфар Муртазохон
38. Садриддинов Бадриддин
39. Саидов Джамшед Хамрокулович
40. Бобоева Гулнора Исломовна
41. Рузадор Мухаббатшо
42. Исмонов Саидджаъфар Исмонович
43. Давлатов Муродулло
44. Окилзода Нурулло
45. Миралиев Киёмиддин Абдусаломович
46. Ахмедов Джаббор Джалолович
47. Муртазокулов Джамшед Саидалиевич
48. Кодирова Мусаллам Асомидиновна
49. Низом Косим пури Джахонгир
50. Ашурова Гулбахор Сангиллоевна
51. Холиков Хокимчон Хикматуллоевич
52. Гаффоров Абдухалим
53. Раджабов Равшан Мухитдинович
54. Рахмонзода Абдулгаффори Азиз
55. Амрихудои Дамдор
56. Шарофиддинова Мавзуна Шамсиддиновна
57. Хакимов Ориф Маъруфович
58. Абдуллозода Иброхими Гоибназар
59. Мухидинёни Пулоди Мухиддин
60. Мансурова Дилрабо Сайдуллоевна
61. Асозода Хайрулло
62. Абдуалимов Бахром Абдулазимович
63. Исматуллоев Дилшод Абдугаффорович